# Porto dos Gaúchos
Porto dos Gaúchos is een gemeente in de Braziliaanse deelstaat Mato Grosso. De gemeente telt 6.383 inwoners (schatting 2009).